# Bouchon de champagne

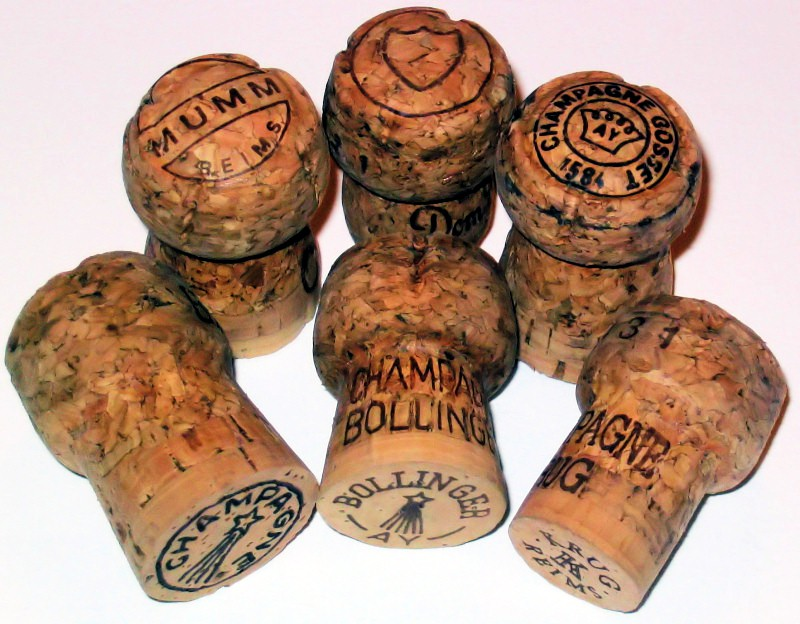
Bouchons de champagne usagés.

Le bouchon de liège des bouteilles de champagne est célèbre pour sa forme en champignon et son rôle est important dans la conservation du champagne.

## Historique
À l’origine, les bouteilles de champagne étaient fermées avec des chevilles en bois (bondon) enroulées dans du lin imbibé d'huile (garnies d'étoupe imbibée d'huile) et maintenu par de la ficelle de chanvre huilée et scellées par de la cire.
On attribue souvent à Dom Pérignon l'invention du bouchon de liège. Mais le bouchon de liège, élastique et imperméable, a été redécouvert par les Anglais avec le commerce du Porto. Il assure l'étanchéité de la bouteille et la respiration du vin.
Ainsi, le bouchon de liège est devenu le bouchage idéal. Le bouchon était cacheté avec un mélange de suif, de cire et de résine additionné d'un pigment (bleu de Prusse, ocre...) afin de le protéger de toute agression extérieure. On utilise maintenant la capsule de surbouchage. La cire à cacheter est encore parfois utilisée.
Les bouchons de champagne sont apparus en 1827. Après ramollissement des bouchons de champagne dans l'eau très chaude, ils étaient enfoncés au maillet dans le goulot de la bouteille, puis noué à la ficelle au goulot. Les boucheuses remplaceront plus tard les maillets.
Au tout début, les bouchons de champagne étaient façonnés à partir d'un carré de liège épais. Assez rapidement, et compte tenu du développement du commerce de vin mousseux, il est apparu que le façonnage à partir d'un carré de liège épais ne pourrait pas répondre à la demande en forte croissance. Mr Martin Camà, bouchonnier, inventa le premier bouchon collé en deux pièces, dit bouchon Germinus. Au bouchon collé en deux pièces, succéda le bouchon aggloméré.
Le champagne demande un bouchage de qualité pouvant résister à la pression du gaz du vin, un système maintenant le bouchon à la bouteille devait donc être créé. Ce n’est qu’en 1844 que la méthode de bouchage est devenue celle utilisée de nos jours : un bouchon étanche en liège, une plaque de muselet également appelé capsule et un muselet en métal qui maintient le bouchon à la bouteille.

## Forme
Avant d'être mis sur les bouteilles, les bouchons de vins pétillants ont une forme parfaitement cylindrique. Ils sont par la suite déformés en forme de champignon (on dit que le bouchon juponne) à cause de la pression qui leur est appliquée pour les insérer dans le goulot et par la pression exercée par le vin. Les bouchons de champagne ont une hauteur de 48 mm et 31 mm de diamètre pour une champenoise (ou respectivement 44 mm et 27 mm pour un quart).

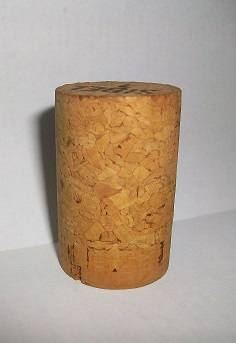
Un bouchon de champagne neuf.
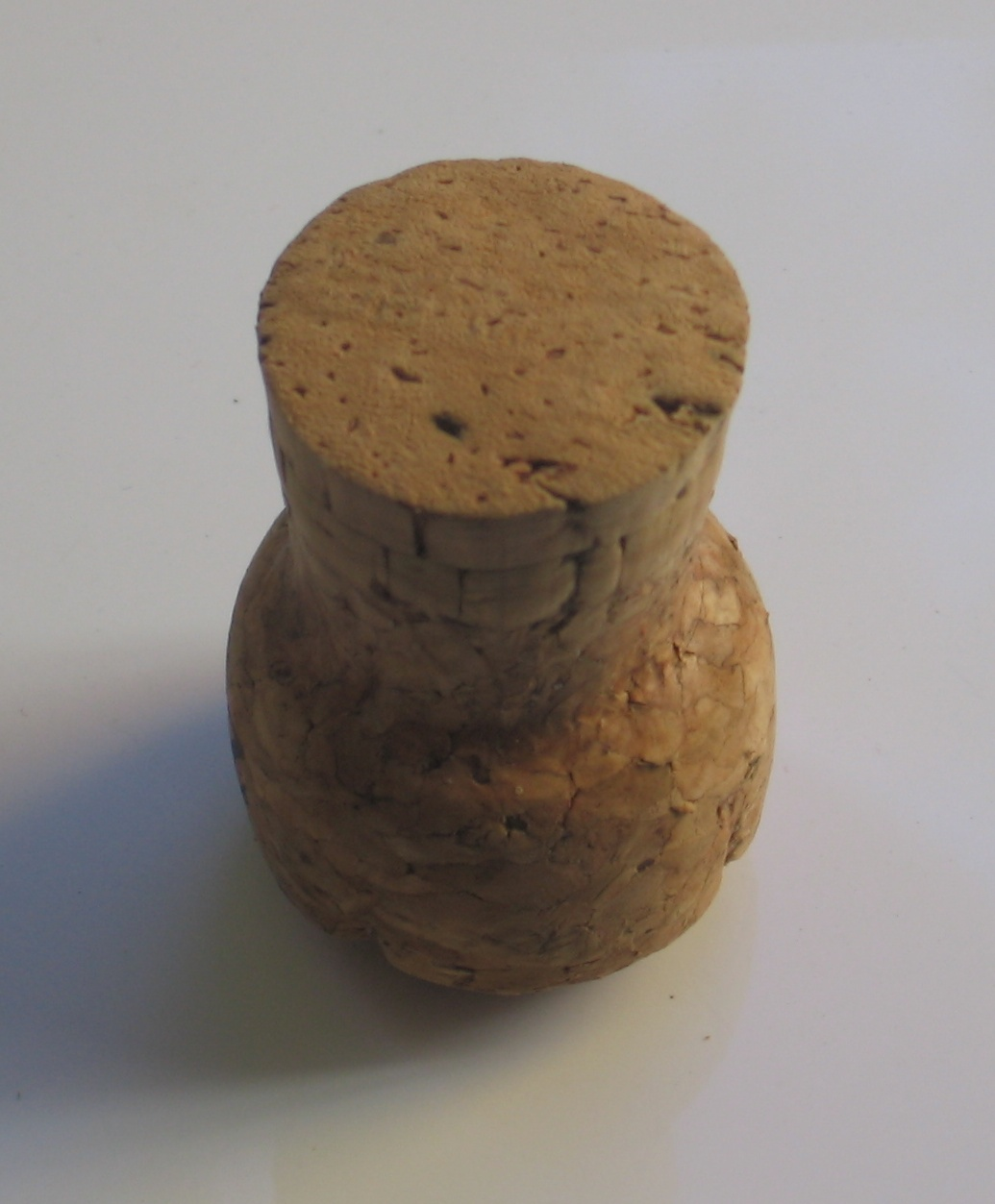
Un bouchon de champagne posé sur son sommet.
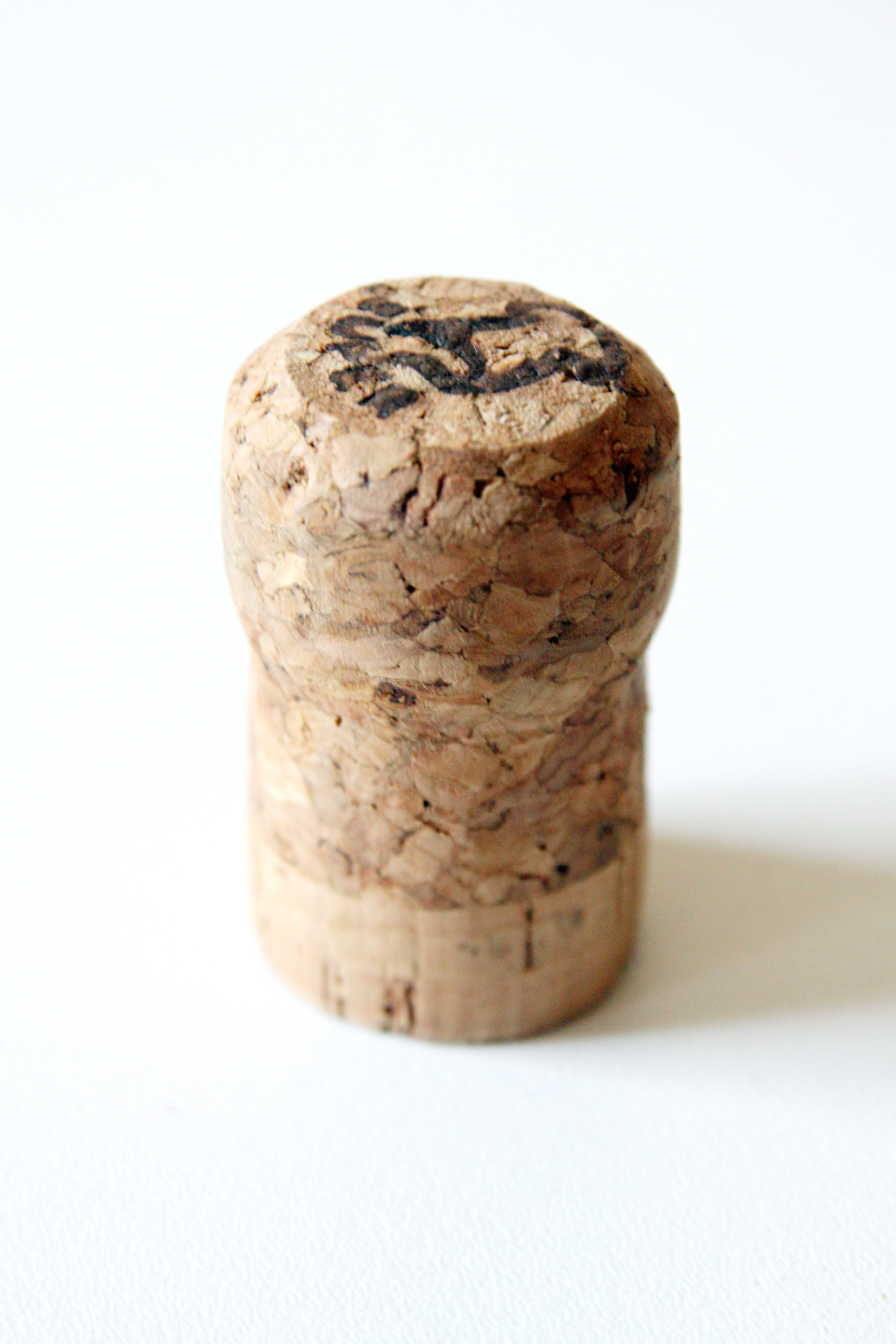
Un bouchon de champagne marqué à son sommet et posé sur sa base.

Vocabulaire relatif au bouchon :
- Roule : partie latérale du bouchon sur laquelle on peut imprimer en faisant « rouler » le bouchon, à l'encre ou au feu sur une plaque chauffante un texte ou un graphisme particulier.
- Miroir : c'est la partie en contact avec le vin de champagne lorsque la bouteille est couchée.

## Fabrication

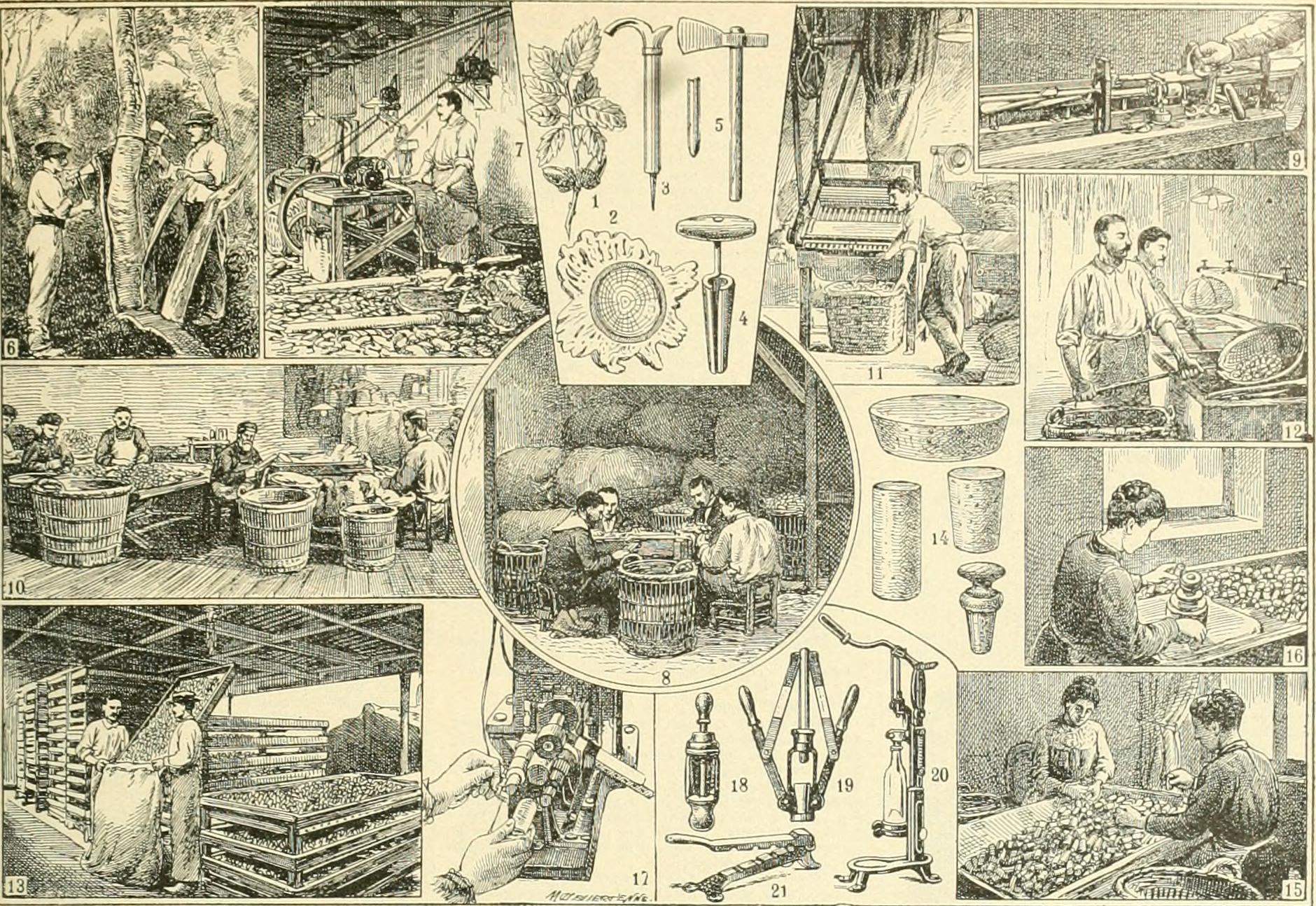
Fabrication du bouchon de champagne.

- Démasclage (ou écorçage) : la première opération consiste à retirer le liège (l'écorce) de l’arbre pendant les mois de juin-juillet-août car, à cette époque, il se décolle plus facilement. Le premier écorçage n'est possible que sur les arbres de 25 à 30 ans, puis tous les 9-10 ans. La qualité du liège nécessaire pour les bouchons de champagne n'est remplie qu'à partir du troisième écorçage[4].
- Premier bouillage : la deuxième opération consiste à faire bouillir le liège à 100 °C afin de l’aplanir et de le rendre plus malléable.
- Mise au repos du liège : il est ensuite entreposé dans des caves. Le but de cet entreposage est de faire perdre le tanin, les sels minéraux et permettre une oxydation du liège.
- Classement (ou visage) : après repos, les plaques de liège sont triées et classées par épaisseur et qualité.
- Re-bouillage : les plaques sont à nouveau mises dans un bain bouillant pour faire éclater le veinage et stabiliser le liège.
- Découpe (ou tirage en bandes) : découpe des planches en bandes.
- Tubage : le liège est perforé pour obtenir un cylindre de la taille recherchée.
- Rectification (ou rognage) : réduction par rognage du bouchon à la hauteur souhaitée.
- Polissage du diamètre du bouchon pour la finition.
- Lavage : désinfection du liège.
- Triage : classement des bouchons par qualité[5].

## Marquage
L’appellation « Champagne » doit être inscrite sur le bouchon. 
Une petite étoile à cinq branches peut être marquée sur le dessus du bouchon lors d’une récolte particulièrement abondante. Il avait été utilisé la première fois lors du passage d’une comète aperçue en 1811 pour une cuvée baptisée « vin de la comète ».
Madame Clicquot est l'une des premières à personnaliser sa marque en apposant sur les bouchons le signe VCP - Veuve Clicquot Ponsardin - accompagné d'une ancre marine, un rappel du rôle joué par les expéditions maritimes dans l'histoire de l'entreprise.

## Collectionneur
La pratique de collection de bouchons s'appelle la buttappœnophilie. Le collectionneur de bouchons est un buttappœnophile.

## Record
En 1993, le plus grand bouchon de champagne mesure 1,20 mètre de hauteur et 80 cm de diamètre. C'est une copie à l'identique des bouchons de champagne avec deux rondelles de liège.

## Faire sauter le bouchon de champagne
Le bruit du bouchon de champagne qui saute est, certes festif, mais il peut jaillir jusqu'à une vitesse d'environ 50 km/h.
Pour faciliter le retrait du bouchon de champagne, le côté du bouchon en contact avec le goulot de la bouteille est enduite d'huile de silicone, ou de paraffine, ou de résine élastomère de silicone.
Pour les bouchons résistants, le retrait du bouchon se fait avec une pince à champagne.

## Dans la culture
Dans une scène d'Objectif Lune, un album de bande dessinée de Tintin, le capitaine Haddock avale le bouchon de la bouteille de champagne qu'il était en train d'ouvrir.

## Imitations de forme
- Le bouchon de champagne en chocolat, une spécialité champenoise créée par les sœurs de l'abbaye Notre-Dame du Val d'Igny dans les années 1960[9].

## Recyclage des bouchons
Les bouchons de champagne en liège ayant déjà été utilisés pour boucher des bouteilles peuvent être recyclés pour en faire des produits de revêtement ou des objets décoratifs.
310 millions de bouteille de champagne génèrent donc, au niveau mondial, 2 852 tonnes ou 14 260 m3 de liège (la densité du liège est de 200 kg/m3, le poids d'un bouchon est d'environ 9,2 g).